# Спидл

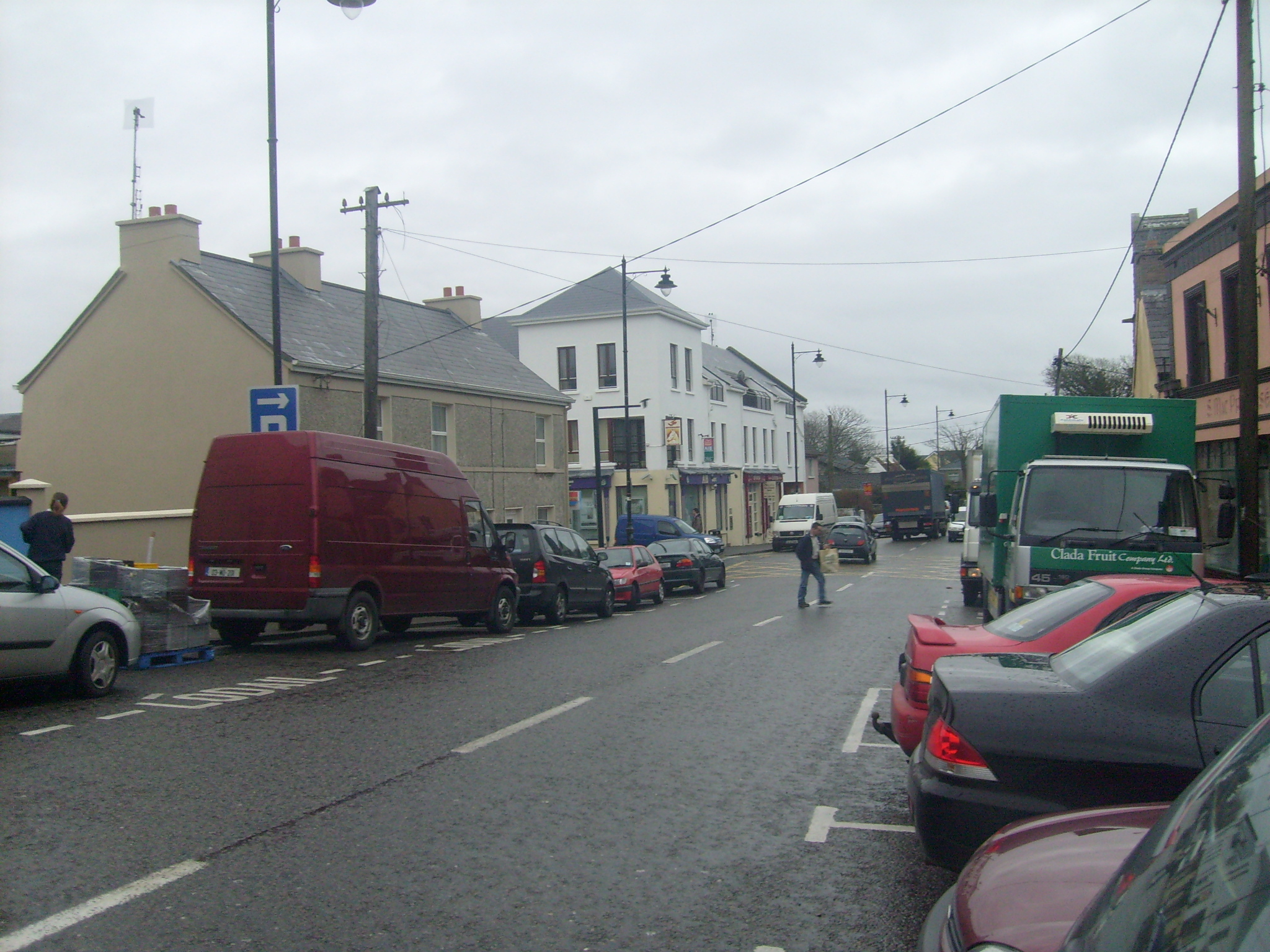
Главная улица

Спидл (англ. Spiddal; ирл. An Spidéal, Ан-Шпидер) — деревня в Ирландии, находится в графстве Голуэй (провинция Коннахт) у трассы R336. Является частью Гэлтахта.

## Демография
Население — 247 человек (по переписи 2006 года). В 2002 году население было 190 человек.
Данные переписи 2006 года:
| Общие демографические показатели |               |                               |                               |      |      |
| Всё население                    | Всё население | Изменения населения 2002—2006 | Изменения населения 2002—2006 | 2006 | 2006 |
| 2002                             | 2006          | чел.                          | %                             | муж. | жен. |
| 190                              | 247           | 57                            | 30                            | 114  | 133  |